# Пулвер, Джозеф С.
Джозеф С. Пулвер-старший (англ. Joseph S. Pulver Sr., 5 июля 1955 г. — 24 апреля 2020 г.) — американский писатель и поэт, большая часть произведений которого относится к жанрам фантастики ужасов, нуара, фэнтези. Последователь «Мифов Ктулху». Жил в Германии и умер от ХОБЛ и других заболеваний в больнице в Германии 24 апреля 2020 года.

## Писатель
Пулвер начал свою издательскую карьеру в начале 1990-х годов с ряда рассказов, опубликованных в различных американских небольших журналах, прежде всего среди них «Склеп Ктулху» Роберта Прайса. Его рассказы охватывают самые разные темы: от «Кабинета доктора Калигари» Роберта Вине до «Мифов о Ктулху» Лавкрафта и «Король в жёлтом» Роберт Чамберса.
Профессиональный дебют Пулвера состоялся с публикацией его романа «Ученик кошмара» в духе Лавкрафта. Помимо различных американских небольших журналов (Hippocampus Press, Lovecraft eZine, Nemonymous и т. д.), работы Пулвера были представлены в многочисленных сборниках США, Великобритании, Франции и Японии. Некоторые из этих сборников включают: «Черные крылья: новые рассказы о лавкрафтовских ужасах», «Мифы о Тиндалосе», «Порождение зелёной бездны», «Книга Эйбона», «Антон Зарнак: Сверхъестественный сыщик» (Лина Картера) и «Репетиции забвения». Около двух десятков его коротких произведений переведены на французский и японский языки.

## Редактор
Пулвер работал редактором журналов «Midnight Shambler» и «Tales of Lovecraftian Horror». Он также был соредактором книги «Склеп Ктулху», изданной Mythos Books LLC, работая вместе с Робертом Прайсом, Майклом Циско и Дэвидом Винном. Пулвер редактировал сборники Энн К. Швадер («Черви помнят», Hive Press) и Джона Б. Форда («Темные тени на Луне», Hive Press).
В 2012 году Пулвер отредактировал «Сезон в Каркосе» (сборник рассказов Роберта У. Чемберса «Король в жёлтом») для Miskatonic River Press. Год спустя он отредактировал отмеченный наградами сборник «Марионетки мрачного писца» (посвященный Томасу Лиготти, выпущенную тем же издателем).
Пулвер был приглашенным редактором специального выпуска электронного журнала Лавкрафта «Король в жёлтом», который был опубликован в апреле 2014 года.
«Песня Кассильды» (Хаозиум) — это сборник, основанный на романе Роберта Чемберса «Король в жёлтом», с новыми рассказами, написанными другими писателями. Антология выпущена в 2015 году в электронном формате и доступна в печатном виде в первом квартале 2016 года.
Для Necronomicon Providence Пулвер редактировал циклический опрос Совета по искусству и наукам Лавкрафта, который включал рассказы, иллюстрации и отчеты участников Necronomicon Providence в 2013 и 2015 годах.
Пулвер опубликовал в 2016 и 2017 годах несколько сборников: «Безумие доктора Калигари» (Федоган и Бремер, 2016), «Тёмные товарищи» — дань уважения Рэмси Кэмпбеллу, редактируемый совместно со Скоттом Дэвидом Аниоловски (PS Publishing, 2016), «Рождённый под плохим знаком» и "Листья Некрономикон (Хаозиум в 2016/2017).
Пулвер курировал выпуск повести Майкла Циско «Танец с ножами» для Dim Shores (2016 года).

## Награды и номинации
- Премия Ширли Джексон 2013 года в качестве редактора журнала «Выдающаяся работа в антологиях». Марионетки Мрачного писца (Miskatonic River Press)
- Премия Брэма Стокера 2013 года, финалист награды за выдающиеся достижения в категории антологии. Марионетки Мрачного писца (Miskatonic River Press)
- Премия World Fantasy Award 2016, финалист премии World Fantasy Award за лучшую антологию. Песня Кассильды (Хаозиум)
- Номинант на премию Ширли Джексон 2016 года за отредактированную антологию. Безумие доктора Калигари (Федоган и Бремер)

#### Редактор
- The Worms remember by Ann K. Schwader, Hive Press, 2001
- Dark Shadows on the Moon by John B. Ford, Hive Press, 2001
- A Season in Carcosa, Miskatonic River Press, 2012
- The Grimscribe’s Puppets, Miskatonic River Press, 2013
- Cassilda’s Song, Chaosium, 2015
- The Doom that came to Providence, The Lovecraft Arts & Sciences Council, 2015
- Darker Companions, PS Publishing, co-edited with Scott D. Aniolowski
- The Leaves of a Necronomicon, Chaosium
- The Madness of Dr. Caligari, Fedogan & Bremer
- Born under a Bad Sign, Chaosium

#### Повести
- Nightmare’s Disciple, Chaosium 1999
- The Orphan Palace, Chômu Press, October 2011

#### Сборники
- Blood Will Have Its Season, edited by S.T. Joshi, Hippocampus Press 2009
- SIN & ashes, edited by S.T. Joshi, Hippocampus Press 2010
- Portraits of Ruin, Hippocampus Press 2012
- A House of Hollow Wounds, edited by Jeffrey Thomas, Hippocampus Press 2015
- The Protocols of Ugliness, (forthcoming) 2015
- The King in Yellow Tales, Vol. 1, Lovecraft eZine books

#### Графические новеллы
- Knots, Gestures and Positions in Outside An anthology of new horror fiction with artist Kim Bo Yung. Published by Ash Pure and Topic Press.

## Критика
Анна Тамбур пишет: «если бы мне пришлось сравнивать его с другими авторами, я бы сказала, что Пулвер больше напоминает мне кружку горячего Эварда Лира, смешанного с Эдвардом Каммингсом, поданного с небольшим количеством Мэри Шелли».
С. Т. Джоши пишет: «Проза Джо Пулвера может занять достойное место среди мастеров нашего жанра — По, Лавкрафта, Кэмпбелла, Лиготти, — а его творческий потенциал является чем-то уникальным и уникальным».
Джеффри Томас пишет: «В этой инновационной, гипнотической коллекции Джозеф С. Пулвер-старший доказал, что он извращенно искусный скульптор наших грез».
Вилум Пагмайр пишет: «Джо Пулвер — темная звезда в беспощадном космосе странной фантастики. Его работы столь же жестоки, сколь и прекрасны».
Роберт Прайс пишет: «Я уверен, раньше Джо Пулвер был бы арестован за написание некоторых материалов из этого сборника. Они лишь напечатаны? Хотел бы я знать!».